# Barbara Niedernhuber
Barbara Niedernhuber (n. 6 iunie 1974, Berchtesgaden, Bavaria, Germania) este o sportivă ce a reprezentat Germania, medaliată olimpică. A participat la 2 ediții ale Jocurilor Olimpice (1998, 2002) în care a câștigat două medalii de argint.